# Martin Weinstein
Martin Weinstein (* 14. Juli 1864 in Wörlitz; † 20. Februar 1917 in Madrid) war Kaufmann und deutscher Generalkonsul in Lissabon sowie Ehrenbürger von Wörlitz.

## Leben

### Herkunft
Weinstein war Sohn des Alexander Weinstein (1838–1910) und Marianne Weinstein (geb. Blumberg) (1816–vor 1876). Er hatte zwei Geschwister; Anna und Leonor.

### Karriere

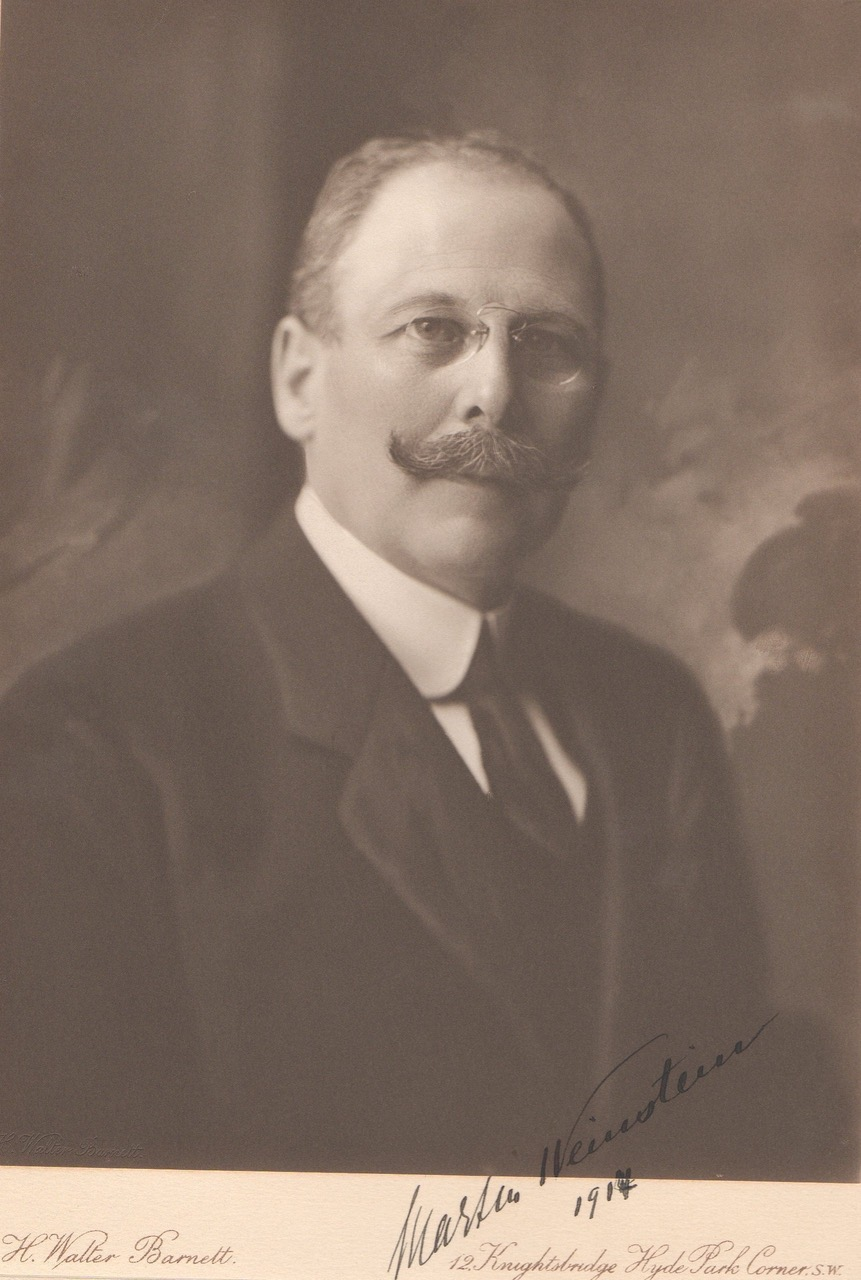
Portrait von Martin Weinstein, in einem Londoner Photoatelier von Henry Walter Barnett (1862–1933) aufgenommen.

Martin Weinstein wurde in der Erdmannsdorfstraße 64 (früher Brauhausgasse) geboren. Das Haus hatte sein Großvater Levin im Jahre 1800 erworben. Wann die Weinsteins vom jüdischen zum evangelischen Glauben konvertierten, ist nicht bekannt, vermutlich in den 1870er Jahren.
Er besuchte in seiner Kindheit die spätere Luisenschule in Wörlitz. Anschließend absolvierte er eine Lehre in Hamburg bei seinem Onkel Bernhard Weinstein (1825–1911). Dieser handelte mit Kolonialwaren aus Portugal.
Nach seiner kaufmännischen Lehre in Hamburg verließ Martin Weinstein Deutschland und ging in den 1880ern nach Lissabon, um zunächst bei der Lissabonner Niederlassung der Firma H. J. Merck & Co. zu arbeiten, mit der sein Onkel zusammenarbeitete. In den 1890er Jahren dürfte er diese Niederlassung übernommen haben, ab Ende des 19. Jahrhunderts firmierte sie dann als „Martin Weinstein & Co.“. Zur Unterstützung kam sein Cousin 1. Grades, Benno Weinstein (1866–1936), der Sohn von Bernhard Weinstein, nach Lissabon und trat in die Firma ein.
Weinstein betrieb nicht nur den traditionellen Handel mit Kolonialwaren, sondern erschloss sich auch neue Investitionsfelder. Auch arbeitete er als Bankier und als Konsul für Argentinien, Chile und Ecuador. Später wurde er auch Generalkonsul.
Im März 1916, nach der Kriegserklärung Deutschlands an Portugal mussten alle Deutschen, darunter auch Weinstein mit seiner Familie, Portugal verlassen. Er ließ sich daraufhin provisorisch in Madrid nieder, wo er 1917 an einer Atemwegserkrankung starb. Sein Cousin Benno kehrte 1920 nach Lissabon zurück und führte die Firma allein weiter.
Martin Weinsteins Grab befindet sich auf dem Deutschen Evangelischen Friedhof in Lissabon. 

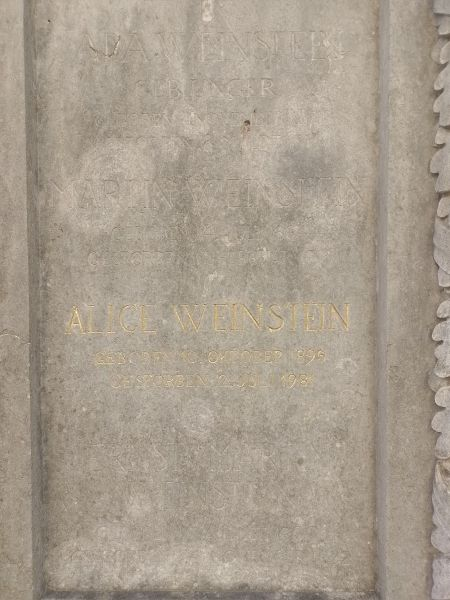
Grabstein von Ada, Martin, Alice und Ernst Weinstein auf dem Deutschen Evangelischen Friedhof in Lissabon, Foto 2025

Martin Weinstein fühlte sich mit der Heimat seiner Familie sehr verbunden, und so spendete er von seinen Einkünften, die er in Portugal erzielt hatte, den Wörlitzern 1915 eine neue Turnhalle für die Luisenschule.
Dafür wurde er zum Ehrenbürger der Stadt ernannt und an der Turnhalle wurde eine Gedenkplatte für ihn angebracht, die 1932 von Nazis entfernt wurde, weil sie den Fakt vertuschen wollten, dass der Stifter der Turnhalle ein Jude war.

### Familie
Weinstein heiratete Adamanta Blanche Weinstein (geb. Unger) (1871–1914). Mit seiner Familie lebte er in Lissabon an der Avenida da Liberdade. Er hatte drei Kinder.
- Alice Marianna Weinstein (1895–1982), verehelicht mit Baron de Ziluca di Cave
- Ellen Alexandra Weinstein (1896–1979), in 2. Ehe verehelicht mit Graf Ioannis Theotokis
- Ernst Martin Weinstein (1900–1922)